# 希望と栄光の国
「希望と栄光の国」（きぼうとえいこうのくに、原題: Land of Hope and Glory）は、イギリスの愛国歌のひとつ。エドワード・エルガー作曲アーサー・クリストファー・ベンソン (Arthur Christopher Benson) 作詞、1902年発表。

## 構成

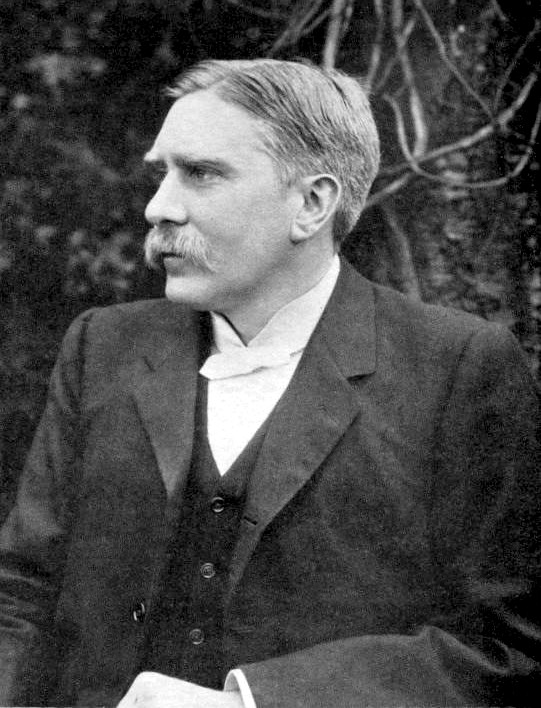
作詞者、アーサー・クリストファー・ベンソン

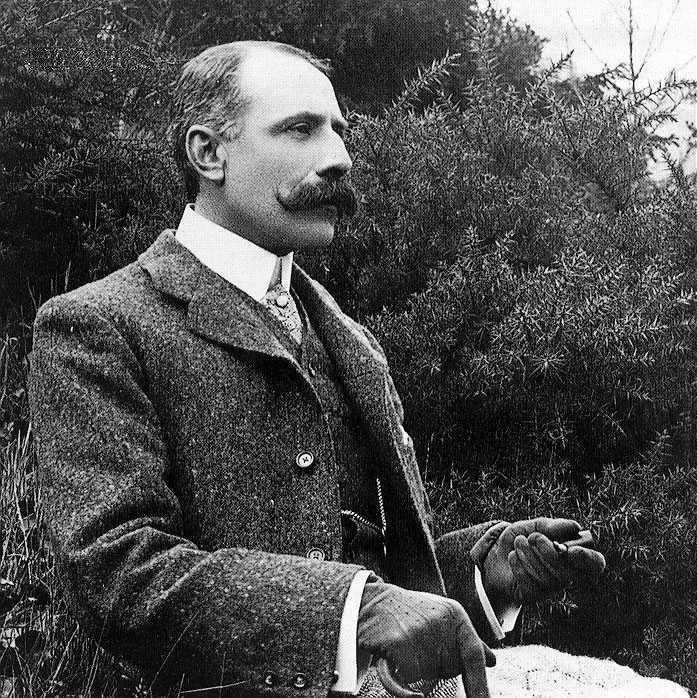
作曲者、エドワード・エルガー

本楽曲と『戴冠式頌歌』6番のリフレインは、下記のエルガーの『威風堂々第1番』の中間部（トリオ）の主題の旋律につけられている。この旋律に歌詞をつけるということは、エドワード7世の示唆であり、王はエルガーに「この旋律は素晴しい歌曲になるだろう」と思うと告げていた。エルガーは王の戴冠式のため作品を書いてほしいと依頼を受けた時、示唆をもとに『戴冠式頌歌』を書いた。彼は詩人で随筆家のベンソンに歌詞の作成を依頼した。
王の虫垂炎によって、戴冠式が延期された。エルガーは別の曲を作った。それは1902年6月にクララ・バットの歌唱によって初演された。事実、7つのスタンザ（詩節）の冒頭は『戴冠式頌歌』の6番「終結部」を転用したものである。第2スタンザの4節は『戴冠式頌歌』と共通である。このスタンザは今日人気のある部分である。

### "Wider still and wider" （広大に、いっそう広大に）

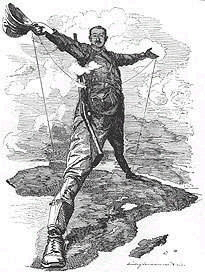
ケープタウンからカイロへ鉄道用の電線を敷設するローズ。同時代の諷刺画

歌詞の作成はセシル・ローズの遺志（1902年没）と同時であった。そこには、「世界にイギリスの支配を拡大させる」という特別な目的のために莫大な遺産を寄贈するとあり、ローズがイギリス人によるイギリスの支配下、植民地化におきたいを欲していた領土の長大かつ詳細なリストが加えられていた。
例をあげれば、イギリス帝国の拡大の境界は、当時勝利したばかりのボーア戦争に現れており、獲得地となった南アフリカの広大な土地は潤沢な鉱物資源に恵まれていた。

## 使用例

連合王国の構成国。イギリスはイングランドが他の構成国を征服して形成されたので、イングランド人のアイデンティティの形成は遅れた。そのイギリスの構成国のひとつとしてのイングランドの象徴として『希望と栄光の国』が注目されるようになった

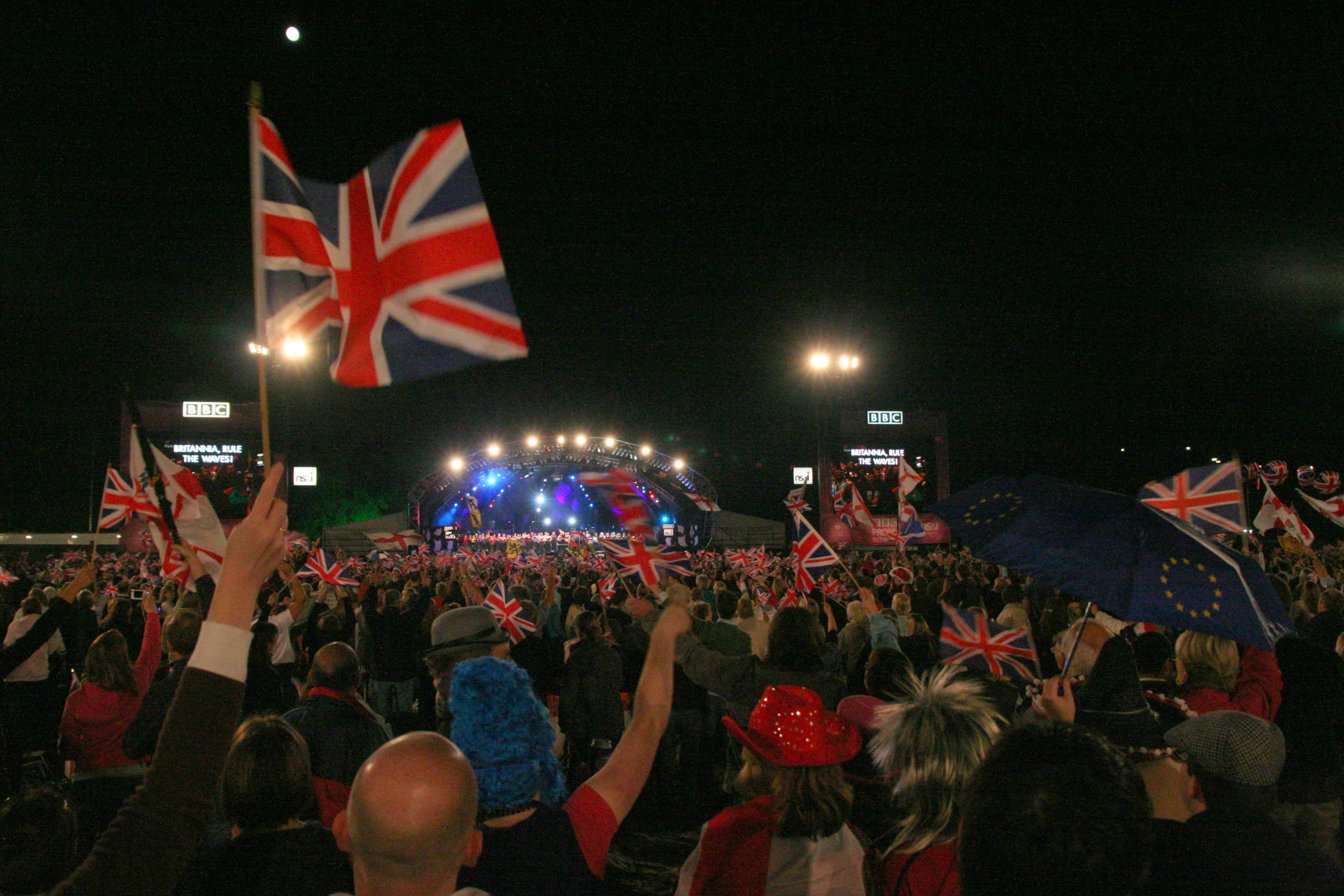
BBCプロムスのラストナイト。『希望と栄光の国』は観衆が国旗を振る中で歌われる。

### イングランド国歌への提案
現在、イングランドの国歌は、連合王国の国歌『国王陛下万歳』であるという合意はなされていないが、イングランドが、他の構成国と参加するスポーツ競技会などでは『国王陛下万歳』がイングランド国歌としてしばしば使用される。しかし、これを変更したいと要望はあり、2006年のBBCによる調査によれば55%のイングランド公民が『希望と栄光の国』が『国王陛下万歳』よりイングランド国歌にふさわしいと考えているという結果が出た。

### コモンウェルスゲームズ
2010年以前は、コモンウェルスゲームズではイングランド選手団の勝利歌として『希望と栄光の国』が使用されていた。 2010年4月3日の聖ジョージの日に、イングランド・コモンウェルス・ゲームズ評議会は2010年のコモンウェルスゲームズにおいてイングランド選手団の表彰曲に演奏するのにふさわしい曲を決めるための公開投票を行った。その結果、候補曲の『女王陛下万歳』『エルサレム』と『希望と栄光の国』の中から、『エルサレム』がイングランド選手団の公式曲として採択された。

### BBCプロムス
本楽曲は、BBCプロムスの最終夜のクライマックスの中で人々がイギリス（とその友好国の）国旗を振る中で歌われる。

### ラグビー
ラグビーリーグの国際試合において、ラグビーリーグイングランド代表はしばしば『希望と栄光の国』を国歌として歌っていた。2007年にラグビーリーググレートブリテン代表の解体後、イングランド代表の国歌は『女王陛下万歳』に変更されたが、現在も『希望と栄光の国』を競技場への入場テーマとして使用する伝統を維持している。
『希望と栄光の国』は、トゥイッケナム・スタジアムでのホームゲームにおいてラグビーユニオンイングランド代表ファンによって、両国の国歌演奏後に歌われている。『希望と栄光の国』はキックオフの際にチームをまとめるために観衆によって歌われている。これは、ニュージーランドのオールブラックスのハカに応じるものとして始まった。

### サッカー
サッカーにおいてはクラブチームごとに歌詞を変えたローカルバージョンがいくつかある。
かつてエルガーがサポーターであったウルヴァーハンプトン・ワンダラーズFCのサポーターは歌詞を以下のローカルバージョンに変更したものを歌う。
We will follow the Wanderers over land sea and water.  

（我らは大地と海の彼方からワンダラーを応援す）
同チームとライバル関係にある ウェスト・ブロムウィッチ・アルビオンFCのサポーターは
We will follow the Albion over land sea and water

（我らは大地と海の彼方からアルビオンを応援す）
と歌う。
ハダースフィールド・タウンFCのサポーターは
'We're all following Huddersfield, over land and sea' . 

（我らはみなフッダーフィールドを応援せり。大地と海の彼方から）
と歌う。
Derby County football club のサポーターは
“We all follow Derby, over land and sea (and Leicester)”

（我らはみなダービーを応援す、大地と海のかなたから）
と歌う。
ウェールズ・プレミアリーグのAberystwyth Townのサポーターは
'We all follow the Aber, over land and sea and Bangor! we all follow the Aber, on to victory'

（我らはみなエイバーを応援す、大地と海とボンゴールの彼方から！我らはみなエイバーを応援す、勝利のために）
と歌う。

### 保守党
保守党の公式曲であり、党大会で歌われる。

### アメリカ合衆国
アメリカ合衆国では器楽ヴァージョンが伝統的に卒業式に演奏される。